# SoundFont
SoundFont è un marchio che si riferisce collettivamente a un formato di file e alla associata tecnologia destinate a colmare il divario fra i suoni registrati e quelli di sintesi in modo particolare per gli scopi di composizione di musica tramite computer. SoundFont è anche un marchio registrato di E-mu System, Inc. la cui licenza esclusiva per la formattazione e la manipolazione nel corso del tempo è stata acquisita da Digital Sound Factory.
La tecnologia SoundFont è una implementazione basata su sintesi di campioni usata per la prima volta sulla scheda audio Sound Blaster AWE 32 per il supporto del General Midi ed è ancora supportata negli attuali prodotti di Sound Blaster.

## Storia
L'originale SoundFont 1.0 fu sviluppato nei primi anni novanta da E-mu System e da Creative Labs. Non furono mai rese note le specifiche per la predetta versione. Il primo e unico dispositivo a utilizzare la versione 1.0 fu la scheda audio Sound Blaster AWE32 della Creative nel 1994. I file in questo formato avevano l'estensione convenzionale .SBK.
La versione SoundFont 2.0 di questo formato di file fu sviluppata nel 1996. Il formato 2.0 generalizzò la rappresentazione dei dati usando additivi in modo percettivo di unità del mondo reale, ridefinì alcune caratteristiche degli strati (layer) degli strumenti all'interno del formato, aggiunse un vero supporto ai campioni stereo e rimosse alcune oscure caratteristiche della versione 1.0 il cui comportamento era difficile da specificare. Questa versione fu interamente resa nota come pubblica specifica allo scopo di fare del formato SoundFont lo standard industriale. Tutti i dispositivi compatibili con SoundFont 1.0 furono aggiornati per supportare il SoundFont 2.0 in tempi brevi dopo la sua presentazione al pubblico: come conseguenza la versione 1.0 divenne obsoleta. I file in questo formato (e tutti gli altri formati 2.x) per convenzione hanno l'estensione SF2.
La versione 2.0 del formato di file SoundFont fu introdotta nel 1998 con una scheda audio chiamata Audio Production Studio. La versione 2.1 aggiunse caratteristiche che permettevano ai tecnici del suono di configurare il modo con cui i controller MIDI influenzano i parametri del sintetizzatore. Il formato 2.1 è compatibile in modo bidirezionale con il formato 2.0 il che significa che i sintetizzatori in grado di interpretare il formato 2.1 lo saranno anche per il formato 2.0, e i sintetizzatori che sono solo in grado di interpretare il formato 2.0 sapranno sia leggere e sia interpretare il formato 2.1 ma non applicare le nuove caratteristiche.
La versione 2.4 del formato di file SoundFont fu introdotta nel 2005 con il prodotto Sound Blaster X-Fi. (non ci sono mai state le versioni 2.2 e 2.3). Il formato 2.4 aggiunge un supporto per i campioni a 24 bit. Il formato 2.4 è compatibile in modo bidirezionale con il formato 2.0 in modo che i sintetizzatori che sono in grado solamente di interpretare il formato 2.0 o il 2.1 interpreteranno automaticamente gli strumenti usando campioni a 24 bit a una precisione di 16 bit.

## Funzionalità
I file MIDI di per se stessi non contengono suoni ma solo istruzioni per rappresentarli e per la riproduzione i sintetizzatori basati su MIDI usano le wavetable, ovvero banchi di suoni campione. La resa finale è quindi strettamente legata alla qualità (intesa anche come fedeltà al suono dello strumento reale) dei suoni. SoundFont rimpiazza o estende le wavetable originali con banchi di suoni campione meglio realizzati (spesso campionando i suoni reali di strumenti di gran pregio) e di conseguenza i sintetizzatori compatibili, che utilizzano i banchi SoundFont, sono in grado di produrre un risultato sonoro di maggiore qualità.
Un banco SoundFont contiene campioni di base in formato PCM (simili ai file WAV) che sono mappati a sezioni lungo l'arco delle ottave. Inoltre un banco SoundFont contiene altri parametri di sintesi musicale come i loop, l'effetto vibrato e i cambiamenti di volume sensibili alla velocità.

## Altre caratteristiche
Un file di formato SoundFont contiene, a differenza dei file MIDI, anche dei suoni in formato non compresso WAV provenienti dal mondo reale, per esempio voci umane (in grado di eseguire vocalizzi), voci di animali, e rumori di ogni origine e tipo per potere disporre di alcuni effetti speciali che vengono indicati con le lettere "SFX" (abbreviazione di Special Effects o più esattamente di Special efFeX). In genere gli effetti sonori si trovano stratificati (layered) sul Bank (detto anche Instrument — MIDI program) numero 128 il quale contiene anche alcuni strumenti a percussione.
Il formato di file Soundfont può contenere al massimo lo stesso numero di strumenti del MIDI e cioè 127 più una traccia per le percussioni e suoni per effetti speciali. Tuttavia essendo possibile sovrapporre in una singola traccia lo stesso strumento che suona in modalità diverse (sordina, staccato, sostenuto, pedale destro, pedale sinistro, ecc.) si possono trovare formati di file SoundFont che al loro interno contengono anche più di mille strumenti e di dimensioni pari a varie decine di gigabyte. Se la compressione dei file SoundFont, specie se di dimensioni imponenti, è un evento cruciale per la loro sicura archiviazione perché esso deve deve avvenire necessariamente senza perdite del contenuto, si sono rivelati poco idonei i formati di file di archivio del tipo ZIP, RAR, 7z e simili, a causa dell'insufficiente rapporto di compressione.
I più comuni file di archivio sono stati prodotti con software in grado di scrivere file con le seguenti estensioni:
- sfArk
- SFPack
- SFzip[3]

e altri. Anche la fase di decompressione dovrà quasi sempre essere eseguita con lo stesso tipo di software utilizzato per la compressione. Alcuni software per l'elaborazione digitale del suono, posseggono già al loro interno una utilità in grado di decomprimere i SoundFont senza la necessità di disporre del software ad hoc o comunque di tipo nativo.
Un fattore che concorre in buona parte alla dimensione finale di un file SoundFont è il numero di campioni audio presenti all'interno di ogni singolo strumento e la loro durata di tempo.
Per esempio lo "strumento — voce" di Irina Brochin della Papelmedia contiene 27 campioni complessivi (comprendenti i canali audio destro e sinistro) della durata di circa 6 secondi cadauno in formato WAV pesanti in totale 14,4 MB. Un pianoforte di un altro file SoundFont potrebbe contenere 58 campioni di suoni (sempre in formato non compresso WAV) pesanti in totale 52,6 MB. La dimensione di un file SoundFont non è di per sé sufficiente a valutare in modo definitivo la possibile bontà sia degli strumenti singoli sia dell'intero SoundFont perché entrano in gioco le modalità tecniche con le quali furono eseguite le registrazioni audio dal vivo degli strumenti musicali. Per le note che sono prive di un campione audio il software audio incaricato di eseguirle effettua una interpolazione fra i campioni presenti e contenuti nel file SoundFont.